# Akademické mistrovství České republiky ve sportovním lezení 2015
Akademické mistrovství ČR ve sportovním lezení 2015 se konalo 27. května 2015 v lezeckém centru Vertikon — Singing Rock ve Zlíně, pořadatelem byli ÚTV FaME, UTB ve Zlíně (Česká asociace univerzitního sportu ve spolupráci s Českým horolezeckým svazem). V roce 2015 se také konalo první Akademické mistrovství Evropy ve sportovním lezení pod patronátem Evropské asociace univerzitního sportu (EUSA).

## Průběh závodů
Soutěžilo se podle pravidel českého poháru v lezení na obtížnost ČHS 2015, po předlezení cest následovala kvalifikace a finále. Hlavní rozhodčí byl Miroslav Bodanský, ředitel závodu Zdeněk Melichárek. Tomáš Binter vedl již po kvalifikaci, jako jediný topoval obě cesty a postoupil tak z prvního místa. Ve finálové cestě obtížnosti cca 8a+/b UIAA skončil asi pět kroků od topu. Ženy lezly rovněž dvě kvalifikační cesty, jako jediná je obě topovala slovenská účastnice závodu Monika Jakubcová, která ve finále vyhrála.

## Výsledky lezení na obtížnost
| pořadí                 | muži              | ženy               |
| ---------------------- | ----------------- | ------------------ |
| 1.                     | Tomáš Binter, ml. | Monika Jakubcová   |
| 2.                     | Jiří Romanovský   | Inka Matoušková    |
| 3.                     | Dominik Uher      | Alžběta Vlachynská |
| celkem 10 mužů a 5 žen |                   |                    |